# Nicole De Palmenaer
Nicole De Palmenaer (6 april 1982) is een voormalig Belgisch politica voor de CSP.

## Levensloop
De Palmenaer werd beroepshalve van 2009 tot 2013 parlementair medewerker van Waals Parlementslid Marc Elsen. Vervolgens werd ze adviseur bij de Landsbond der Christelijke Mutualiteiten.
Ook werd ze politiek actief voor de CSP en was van 2010 tot 2014 coördinatrice van Junge Mitte, de jongerenafdeling van de CSP. Daarnaast was ze van 2010 tot 2014 beheerraadslid van de Raad van de Duitstalige Jeugd en van 2014 tot 2017 beheerraadslid van de Duitstalige Jeugddienst.
In januari 2017 volgde ze de ontslagnemende Anne Marenne-Loiseau op als provincieraadslid van Luik. Hierdoor werd ze automatisch ook raadgevend lid van het Parlement van de Duitstalige Gemeenschap. Ze bleef beide functies uitoefenen tot in juni 2018.
In 2018 verliet De Palmenaer de politiek om bedrijfsleidster te worden van de Frauenliga. Vervolgens werd ze in januari 2020 adviseur op het kabinet van Oliver Paasch, minister-president van de Duitstalige Gemeenschap.